# Le Vivier
Le Vivier (okzitanisch Lo Vivièr) ist eine französische Gemeinde mit 66 Einwohnern (Stand 1. Januar 2022) im Département Pyrénées-Orientales in der Region Okzitanien. Sie gehört zum Arrondissement Prades und zum Kanton La Vallée de l’Agly.

## Lage
Das Gemeindegebiet ist Teil des Regionalen Naturparks Corbières-Fenouillèdes.
Nachbargemeinden von Le Vivier sind Fosse im Norden, Saint-Martin-de-Fenouillet im Nordosten, Felluns im Osten, Prats-de-Sournia im Südosten, Sournia im Süden, Rabouillet im Südwesten und Vira im Westen.

## Bevölkerungsentwicklung
| Jahr      | 1962 | 1968 | 1975 | 1982 | 1990 | 1999 | 2013 |
| Einwohner | 188  | 159  | 112  | 112  | 115  | 84   | 84   |

## Sehenswürdigkeiten
- Romanische Kirche Saint-Eulalie